# Helmi Biese

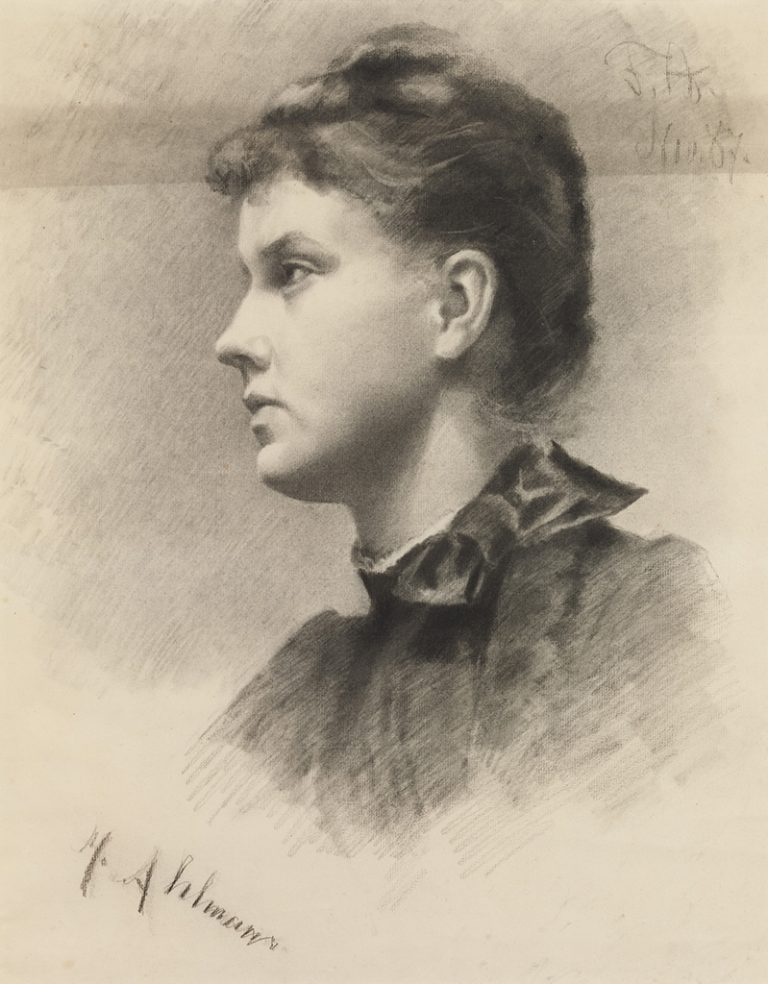
Helmi Biese, geb. Ahlman, Selbstporträt 1887

Helmi Katharina Biese, geb. Ahlman (* 9. August 1867; † 18. Oktober 1933) war eine finnische Landschaftsmalerin, die zu ihrer Zeit anerkannt war, später aber von der Kunstgeschichte vergessen wurde.

## Leben
Helmi Biese stammte aus Helsinki. Ihr Vater, Frans Ferdinand Ahlman, ein Finnlandschwede, war Übersetzer und vermittelte seinen Kindern die finnische Sprache und Kultur, während die im Baltikum geborene russische Mutter Katarina Grigorjef hauptsächlich Schwedisch sprach. Beide Eltern ermutigten ihre fünf Kinder, sich kreativ zu betätigen.
Biese besuchte die schwedische Mädchenschule in Helsinki, wo die Malerin Hilda Granstedt (1841–1932) unterrichtete, die sich ab 1877 als Lehrerin finanziell über Wasser hielt. Bieses Mutter riet Helmi zum Medizinstudium, doch sie schrieb sich mit 17 Jahren an der Zeichenschule des Finnischen Kunstvereins bei Fredrik Ahlstedt ein. Um ein sicheres Auskommen zu haben, absolvierte sie zwischen 1884 und 1888 eine Ausbildung zur Kunstlehrerin an der privaten Akademie von Adolf von Becker, an der kurz zuvor auch Akseli Gallen-Kallela Kurse besucht hatte.
1884 gab sie eine erste Einzelausstellung in Helsinki.
Nach der Ausbildung schloss sie sich einer Gruppe junger finnischer Malerinnen und Maler um Gunnar Berndtson an, darunter Väinö Blomstedt und Ellen Thesleff.
1891 nahm sie teil an einer von dieser Gruppe organisierten Oppositionsausstellung, die für die Kunst der gesamten 1890er Jahre von großer Bedeutung war. Mit einer neuen Landschaftsauffassung rebellierte diese Künstlergeneration gegen den Kunstverein. Über die „Berndtson-Schule“ lernte Helmi Biese den Kreis von Künstlern und Schriftstellern kennen, der sich um die Zeitung Päivälehti und deren Album Nuori Suomi (Junges Finnland) gebildet hatte. Sie gehörte ebenso wie ihr Studienkollege Väinö Blomstedt zu den Illustratoren von Nuori Suomi, und ihre Kunst war stärker mit der nationalen Landschaftsästhetik der Nuorsuomalaiset verbunden als mit dem Symbolismus der frühen 1890er Jahre.
Bereits Ende der 1890er Jahre fand Bieses Schaffen Beachtung bei finnischen Kunstkritikern, die ihre Bilder für ihren „männlichen“ (!) Charakter lobten und mit denen von Pekka Halonen oder Eero Järnefelt verglichen. Andere Kritiker taten ihre Malerei als „Hausfrauenkunst“ ab.

Helmi Biese (1920)

1901 wurde ihr Bild „Winterlandschaft“ an der 12. Ausstellung der Wiener Secession gezeigt.
1896 hatte sie Hjalmar Biese geheiratet, den sie schon während ihrer Schulzeit kennengelernt hatte, und  1903 bekam sie einen Sohn.
Im Unterschied zu vielen ihrer Kommilitonen und Kommilitoninnen vertiefte Biese ihre Kenntnisse nicht bei einem Auslandaufenthalt. Erst 1914 konnte sie dank eines Stipendiums mit ihrer Familie eine Studienreise nach Dänemark und Schweden unternehmen.
1920 gab sie im Salon Strindberg eine Einzelausstellung mit 90 Werken. Die Ausstellung wurde von der Presse stark beachtet, und die Einnahmen aus den Verkäufen ermöglichten ihr, die Lehrerinnenanstellung kurzzeitig aufzugeben. Als jedoch ihr Ehemann 1925 unerwartet starb, kehrte sie wieder als Lehrerin an die Kunstgewerbeschule Helsinki zurück.
Das Unterrichten behinderte jedoch ihre künstlerische Arbeit und trug dazu bei, dass sie nie wirklich an sich als Künstlerin glaubte. Gegen Ende ihres Lebens konstatierte Helmi Biese, dass sie ihr künstlerisches Potenzial nicht hatte ausschöpfen können.
1935, zwei Jahre nach ihrem Tod, fand eine Retrospektive ihrer Bilder in Helsinki statt. Danach geriet sie weitgehend in Vergessenheit.
2006 wurde ihr Werk im Kunstmuseum Hämeenlinna ausgestellt.
2025 war sie in der Ausstellung „Nordlichter“ der Fondation Beyeler mit mehreren Werken vertreten.

## Werk
Obwohl Landschaften in Helmi Bieses Werk die zentrale Rolle spielten, malte sie auch Personen und Blumen. Am nächsten standen Helmi Biese, die seit ihrer Kindheit die Natur liebte, jedoch wohl die verschneiten Landschaften und das klare Licht der Wintertage.

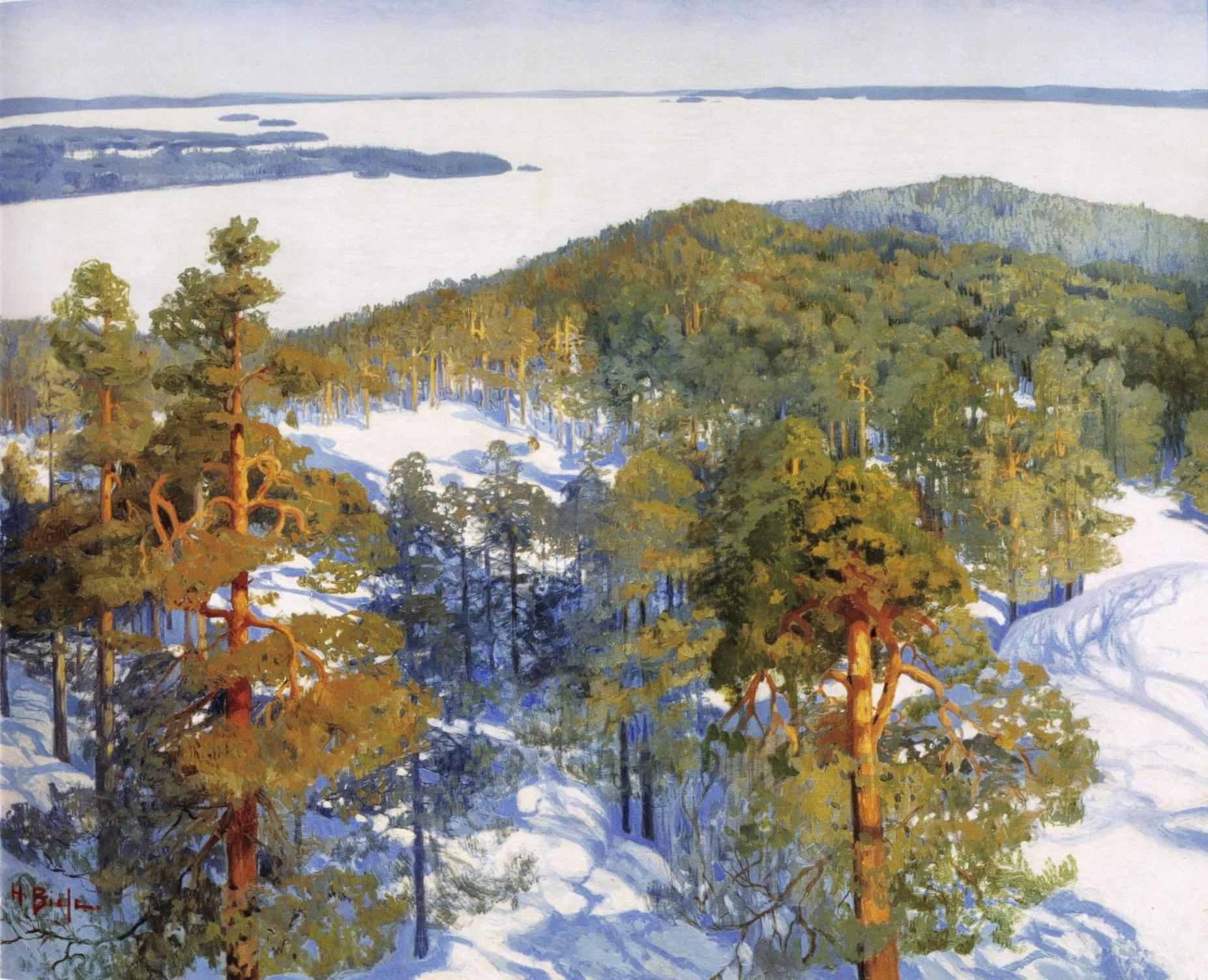
Helmi Biese, Blick vom Pyynikki-Grat, 1900

Helmi Bieses frühe Landschaften basierten auf dem Realismus und der Freilichtmalerei der 1880er Jahre, aber in den 1890er Jahren entwickelte sich ihr Stil unter dem Einfluss des Symbolismus und der japanischen Kunst zu einem eher dekorativen Stil, bei dem die Betonung auf einer einzigen, flexiblen Linie lag. Ihr berühmtestes Werk, die monumentale Winteransicht von Pyynik (1900, Kunstverein Tampere), erhebt sich auf die Ebene einer fast patriotischen Metapher.
Eine ihrer besonderen Spezialitäten waren Gemälde aus der Vogelperspektive, was darauf schliessen lässt, dass ihre teilweise grossformatigen Landschaften aus vielen Naturstudien zusammengesetzt und im Atelier vollendet wurden.
Biese verbrachte den Sommer meistens an der finnischen Schärenküste, die sie häufig malte, oder in einer Hütte auf dem Land. Sie interessierte sich vor allem für die Dynamik und die Kontraste der heimischen Klimazone: für die vom starken Wind bewegten Nadelbäume ebenso wie für die stillen Schneelandschaften.

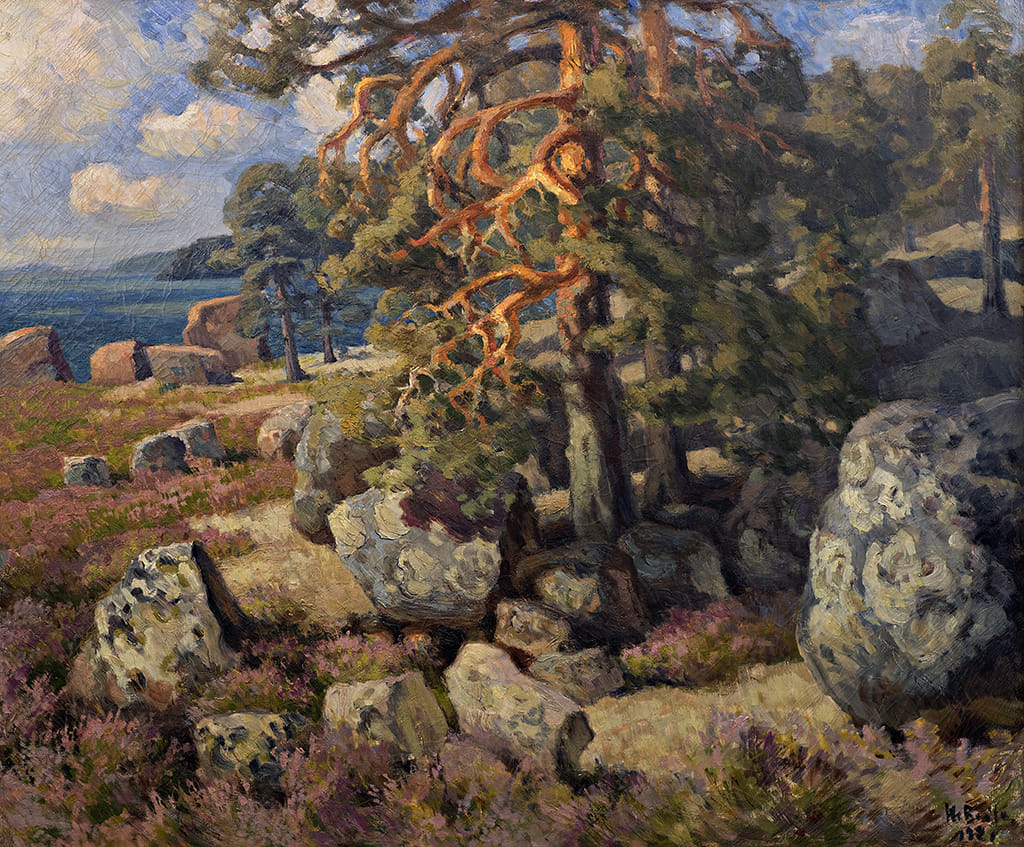
Helmi Biese: „Eine alte Föhre“ (1921)

Über ihr Gemälde „Eine alte Föhre“ (1921) sagte Helmi Biese: „Ich liebe die Föhre, denn sie hat mächtige Wurzeln, sie klammert sich so stark an die Erdoberfläche und ist ständig damit beschäftigt, sich im Kampf gegen Stürme, Sonne und Regen zu behaupten.“ Die Museumsführerin Saara Seppälä bemerkt im Blog des Universitätsmuseums dazu: „Diese Beschreibung könnte auch auf die Künstlerin selber zutreffen.“